# Єкпін
Єкпі́н (каз. Екпін) — село у складі Аксуатського району Абайської області Казахстану. Адміністративний центр Єкпінського сільського округу.
Населення — 1736 осіб (2021; 1581 у 2009, 2055 у 1999, 2180 у 1989).
Національний склад станом на 1989 рік:
- казахи — 100 %

У радянські часи село називалось також Караоба, до 1989 року — Жданово.